# Anne Marie Franzén
Anne Marie Franzén, född Johansson den 30 december 1914, död den 6 juli 1975 i Oscars församling i Stockholm, var en svensk etnolog, antikvarie och textilforskare.
Anne Marie Franzén var gift med tonsättaren Bengt Franzén. Makarna är begravda på Täby norra begravningsplats.